# Solaris (novel·la)
Solaris és una novel·la de ciència-ficció de Stanisław Lem l'argument de la qual transcorre en un planeta de nom homònim, publicada a Varsòvia (Polònia) en 1961. Es tracta, sens dubte, de l'obra més coneguda de l'autor, i ha estat adaptada al cinema pel director soviètic Nikolái Nirenburg (Solaris) en 1968, pel també soviètic Andrei Tarkovsky (Solaris) el 1972 i pel nord-americà Steven Soderbergh (Solaris) el 2002.

## Estil
L'estil literari d'aquesta novel·la es caracteritza per descriure tota l'acció des del punt de vista del protagonista. En tot moment es tracta d'una descripció dels esdeveniments viscuts per ell, i conté descripcions molt detallades i vívides de les escenes. Gran part del llibre no relata els successos en si sinó descripcions de recerques passades sobre el planeta en qüestió i altres detalls que no pertanyen a la història en si sinó que completen la narració donant un caràcter general més versemblant. Aquests fets fan a la història idònia per a la seva adaptació al cinema, on no hi ha temps suficient per a un relat llarg, ja que és possible eliminar tots aquests detalls sense alterar la història en si.

## Argument
La novel·la tracta sobre els fútils intents de comunicar-se amb una intel·ligència extraterrestre, bàsicament un oceà protoplasmàtic gegant (saturat, doncs, de substàncies químiques dissoltes) en un planeta d'un sistema binari d'estels, i el qual se suposa que té vida i, possiblement, intel·ligència. Els intents seculars per desxifrar la conducta de l'estrany oceà tan sols resulten en la classificació dels fenòmens que s'hi observen. Quan els investigadors intenten ser més agressius en l'exploració de l'oceà, aquest respon de forma inesperada i demostra ser capaç de llegir la ment de la tripulació que l'estudia i extreure d'ella informació sobre alguna persona que hagi deixat un record molt poderós, la qual cosa despulla la personalitat dels investigadors humans, sense rebel·lar res sobre ell mateix. Lem utilitza aquest argument per fer un profund estudi de la psique humana, les relacions afectives i els límits del coneixement científic.
La novel·la comença amb l'arribada a Solaris del psicòleg Kris Kelvin, encarregat d'esclarir els recents problemes de conducta en la tripulació de l'única estació d'observació solariana. Aviat s'adona que les coses no van bé, en notar el desordre i deixadesa de les instal·lacions, a més de la conducta erràtica dels dos tripulants que sobreviuen. El primer que veu, Snaut, el rep amb por i recel; i el segon, Sartorius, rebutja sortir del seu laboratori. El que hauria de ser el tercer, Gibarian, s'havia suïcidat pocs dies abans de la seva arribada. Snaut li adverteix de manera críptica sobre "els visitants". Per entendre el que els passa als seus companys, Kelvin considera hipòtesis com la de l'enverinament per infiltració de la tòxica atmosfera del planeta.
Aviat Kris descobreix les coses realment estranyes que ocorren en Solaris, quan comença a veure persones que no haurien de ser allà. Sense molta dilació, apareix el seu propi "visitant": en despertar de la seva primera nit, Harey, la seva dona morta per suïcidi, apareix al costat d'ell, sense recordar en aparença res més que la seva vida amb Kelvin. Aquest, presa del pànic, la guia a un coet, el llança i el posa en òrbita. No obstant això, Harey torna en poc temps, sense cap memòria dels fets. Kris nota que la seva "visitant" no es veu capaç d'estar físicament allunyat d'ell i, quan se li separa, ella, presa d'un pànic inexplicable, adquireix una força sobrehumana i trenca qualsevol obstacle físic que els separi.
Kris passa ràpidament del pànic a l'estupor i de l'estupor a la resignació en veure com la falsa Harey es torna cada vegada més humana, malgrat ser una còpia, i, sense massa dificultat, torna a enamorar-se d'ella. No obstant això, aquesta aviat s'adona de qui és realment, i de qui no és, i tracta de suïcidar-se de nou, però falla, revelant així que les creacions solarianes són pràcticament indestructibles.
Una vegada que Kris ha vist el que succeeix, Snaut i Sartorius estan més disposats a parlar-hi, ja que al principi pensaven que potser els prendrien per bojos. Tracten, en va, de trobar una explicació al que succeeix, encara que certes coses s'aclareixen: els esdeveniments semblen ser la resposta als seus intents de ser més proactius en l'exploració, i la utilització de radiació intensa per intentar explorar l'interior de l'oceà. La resposta demostra que, malgrat els dubtes d'alguns, que Solaris està viu i que és "conscient" de la presència humana. Els visitants provenen del subconscient de cadascú, la qual cosa demostra que Solaris els llegeix com un llibre obert. El que no saben és què vol dir-los, o fins i tot si el concepte de "contacte" és si més no aplicable entre dues formes de vida tan diferents.
La novel·la descriu que Solaris era un vell misteri, descobert més d'un segle abans que Kris nasqués, però que no obstant això mantenia el seu enigma encara sense desxifrar. La ciència anomenada Solarística va tenir un inici, un apogeu i un declivi, en ser gairebé impossible trobar la raó a la conducta de la colossal ment oceànica. Kris comença a elaborar la idea de no marxar mai de Solaris per poder quedar-se amb la nova Harey. No obstant això, aquesta no està disposada a permetre que Kris se sacrifiqui d'aquesta manera, i s'ofereix de voluntària en els intents dels altres tripulants per desfer-se dels visitants, cosa que finalment aconsegueixen.

## Reflexions
És de destacar que el llibre abunda en moltes altres precisions, com per exemple les formacions marines que evolucionen sobre la superfície de l'oceà, generant un text independent de la saga dels personatges. És recomanable llegir detingudament les descripcions dels mimoides, que repliquen formes familiars similars a les terrestres; de les simetríades i les asimetríadas, que es desenvolupen com a estructures efímeres que acaben dissolent-se en l'oceà; i dels fungoides (estructures fungiformes o micoides), que creixen i s'entrellacen com a teixits vius. Darrere de la proposta psicològica que furga en la ment humana, està la construcció d'un altre cosmos en el qual la humanitat té la possibilitat d'observar una representació teatral de la qual no aconsegueix a entendre el que volen dir els actors.

### El contacte
Stanislaw Lem, pensador multidisciplinari, dedica bona part de la novel·la a filosofar sobre la possibilitat de contacte intel·ligent amb altres espècies, tema que serà recurrent en l'obra de l'autor, com posteriorment en La veu del seu amo (1968). Per a això es val d'un exemple extrem. L'oceà de Solaris sembla albergar una monstruosa consciència, però és tan absolutament diferent a l'ésser humà que es triguen anys si més no a concebre que ens trobem davant un altre ser intel·ligent.
Quan finalment es fa ineludible l'evidència, als científics humans se'ls planteja el terrible problema de com establir aquest contacte. Generacions de físics, planetòlegs, biòlegs i filòsofs aniran proposant hipòtesis que expliquin el desconcertant comportament de l'oceà, que no segueix els esquemes "humans" d'actuació. Ens trobem davant una intel·ligència autista, indiferent a la presència d'altres éssers al seu abast? L'oceà per ventura no ha detectat la presència de l'ésser humà com a possible ser intel·ligent? Potser no concep si més no l'existència d'altres éssers intel·ligents atès que des que va tenir consciència, potser fa centenars de milers d'anys, ell ha estat tota la intel·ligència que ha conegut?
Lem ens obre els ulls davant les possibilitats reals d'establir un veritable contacte davant el qual altres autors (com Carl Sagan) són tan optimistes. Lem ens diu, recolzat en els seus coneixements de lògica, que encara que existeixin altres éssers intel·ligents en la galàxia, ni tan sols ens és donat concebre com poguessin ser aquestes intel·ligències. Les diferències, molt més enllà de les simples divergències culturals, poden ser tan fonamentals que el contacte seria impossible encara pressuposant bona voluntat per ambdues parts.

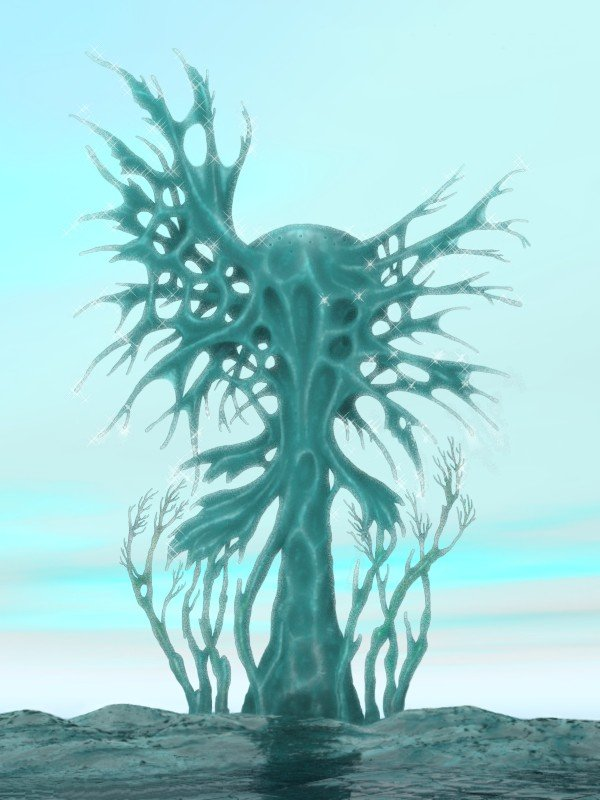
Asymmetriad. Il. : Dominique Signoret
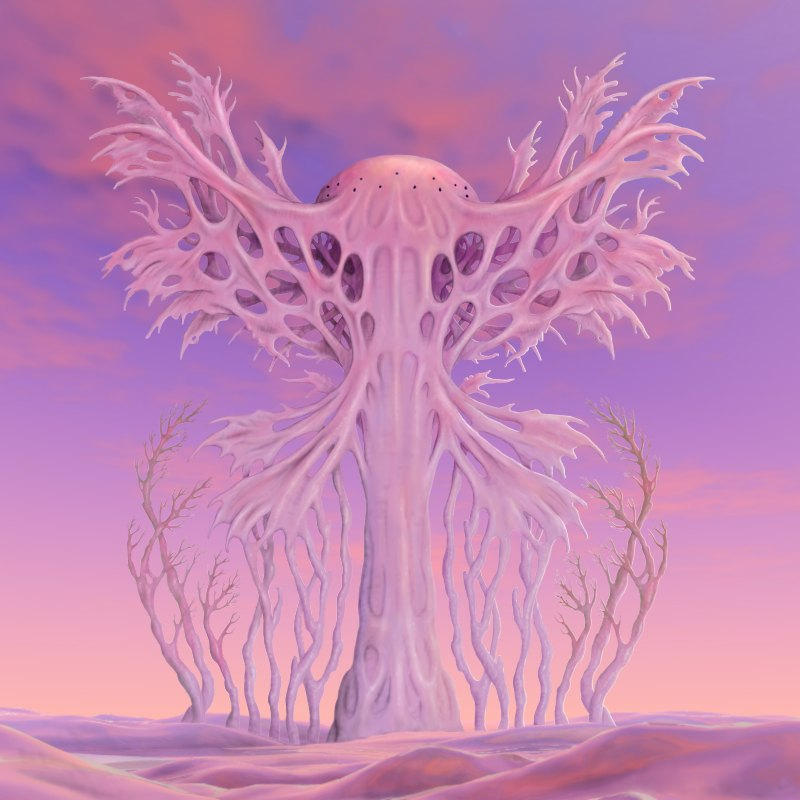
Symmetriad. Il. : Dominique Signoret

### L'ésser humà
Inevitablement, vinculat a la inhumanitat de l'oceà pensant, sorgeix la qüestió de què significa ésser humà. L'oceà és alguna cosa indesxifrable en la seva consciència, gairebé metafísic, la qual cosa impedeix realitzar moltes comparacions i qualsevol conclusió de les mateixes mancaria de base. No es pot comparar un gat amb una pedra per determinar què és un gat; d'aquesta manera a tot al que podríem arribar és a la conclusió que un gat no és una pedra. Pel mateix, l'ésser humà no és com l'oceà de Solaris. Però si no és la intel·ligència ni la voluntat, què és el que ens fa humans? Per ajudar-se en aquest estudi, Lem es val d'una altra creació en la seva novel·la: els visitants que s'apareixen als tripulants de l'estació mentre dormen.
Després de l'arribada a l'estació, quan Kris es desperta l'endemà al matí, descobreix que al seu costat es troba la seva esposa, morta anys enrere, per la qual cosa qui (o el que) hi ha al seu costat ha de ser una rèplica. La seva primera reacció és de pànic i incomprensió, i es desfà d'ella per l'expeditiu procediment de ficar-la en un coet i llançar-la a l'espai. Aviat descobreix que això no serveix de res: després de la nit, apareix una nova rèplica, a la qual finalment accepta. Tots els tripulants han estat rebent aquests visitants: aquest és l'origen dels problemes a bord de la base. D'alguna forma, Solaris és capaç de llegir les seves ments durant el somni i de crear aquestes rèpliques, recreacions d'anhels o records antics que no se sap si són jocs cruels, regals de benvinguda, espies o maldestres intents de comunicació per part del propi oceà.
D'aquesta forma, el llibre fa un estudi de la psique humana enfrontada a esdeveniments perturbadors, a priori impossibles. Kris Kelvin és un científic brillant, un psicòleg: la seva entrenada racionalitat l'enfronta a la realitat empírica que experimenta a la base i per a la qual no està preparat. Haurà de flexibilitzar la seva mentalitat i superar nombrosos "apriorismes" per tenir una oportunitat de comprendre el que succeeix.
De manera paral·lela, Harey, la còpia de l'esposa de Kelvin, seguirà un camí cap a la humanització, en un procés molt semblant al que anys més tard ens mostrarien els replicants de Blade Runner. Inicialment, ella no sabrà que no és humana, sinó una creació de l'oceà; però aviat s'evidenciarà la seva veritable naturalesa, i es veurà obligada a superar la crisi de descobrir que no és humana, que potser només és un instrument. El lector creixerà al mateix temps que el personatge, sentirà la mateixa aversió que Kelvin als primers moments per acabar empatitzant amb un ésser que, encara que no és enterament lliure (no pot morir i no pot separar-se de Kelvin), sí que és capaç d'establir sentiments de forma independent a com originalment va ser creat.
I aquesta sembla la resposta de Lem a la seva segona qüestió: si ésser humà no significa únicament una intel·ligència i una voluntat, potser signifiqui a més la possessió d'uns sentiments, poc racionals i que de vegades contravenen la nostra pròpia voluntat.